# ويليام بي. غولدن
ويليام بي. غولدن (بالإنجليزية: William B. Golden)‏ هو سياسي أمريكي، ولد في 9 أكتوبر 1948. حزبياً، نشط في الحزب الديمقراطي. وقد انتخب عضو مجلس نواب ماساتشوستس.